# Luana Barbosa dos Reis
Luana Barbosa dos Reis (Miguelópolis, 12 de noviembre de 1981 - Ribeirão Preto, 13 de abril de 2016) fue una mujer brasileña, negra y lesbiana, fallecida por violencia policial en un asalto de la Policía Militar de la ciudad de Ribeirão Preto, en el interior del estado de São Paulo.

## Vida
Luana y su hermana Roseli dos Reis nacieron en Miguelópolis en el interior del estado de São Paulo, hijas de Eurípedes y Luis. El padre, Luis, recibió tres disparos y fue enterrado como indigente en el cementerio de Perus, al noroeste de la ciudad de São Paulo. Su muerte se registró el 10 de noviembre de 1981, dos días después del nacimiento de Luana. Su madre y sus hijos se enteraron de su asesinato cuarenta días después. Dos Reis tenía antecedentes policiales cuando fue acusada de posesión de armas y robo. Salió de prisión en 2009 y siguió estudiando y trabajando como limpiadora, camarera y vendedora.

## Suceso
En el barrio donde vivía, Jardim Paiva, en Ribeirão Preto, dos Reis salió de su casa el 8 de abril de 2016 a las 7 de la tarde para llevar a su hijo de 14 años a un campo cuando policías militares la abordaron en la esquina de su calle. Según su hermana, le habría pedido a una mujer policía que realizara ella el cacheo, pero al no atender su solicitud no permitió que lo realizaran agentes masculinos, momento en que comenzaron los ataques.
El teniente coronel de la Policía Militar Francisco Mango Neto negó los abusos e informó que el motivo de la detención fue la sospecha de que Dos Reis conducía una motocicleta robada en ese momento. Según la Policía Militar, los agentes reaccionaron cuando los desafió y agredió. Un testigo afirma que Dos Reis fue brutalmente agredida por al menos seis agentes de policía.
Dos Reis falleció el miércoles 13 de abril, cinco días después de ser ingresada en la Unidad de Urgencias del Hospital das Clínicas (HC-UE). El certificado de defunción indica que sufrió isquemia cerebral aguda por traumatismo craneoencefálico.

## Investigación
La Orden de Abogados del Brasil informó que los policías militares involucrados en la presunta paliza a Dos Reis fueron destituidos hasta que concluyeran las investigaciones del caso. La solicitud de destitución fue presentada por el coordinador de la Comisión de Asuntos Negros y Antidiscriminatorios de la OAB, Eduardo Silveira Martins, alegando que podrían influir en la investigación policial.
El 3 de febrero de 2017 la Justicia Militar del Estado de São Paulo (JMSP) archivó la investigación contra los tres policías y, en un comunicado, informó que el Ministerio Público de Brasil consideraba que no existían pruebas de delito militar. El fiscal Robinete Le Fosse pidió el cierre del caso "por la total ausencia de materialidad delictiva".

## Reacciones
ONU Mujeres y el Alto Comisionado de las Naciones Unidas para los Derechos Humanos (ACNUDH) emitieron un comunicado el miércoles 4 de mayo de 2016, en el que pedían una “investigación imparcial” sobre la muerte de Dos Reis. La nota indicaba que "según el informe de la propia víctima, antes de su trágica muerte, y de sus familiares, hay fuertes indicios de las prácticas de sexismo, racismo y lesbofobia en los hechos que llevaron a su muerte, en una perversa violación de derechos que va en contra de las garantías individuales y colectivas logradas por las mujeres en Brasil y en el mundo". Familiares y ONG de derechos humanos protestaron contra la lesbofobia, el racismo y la impunidad de los atacantes el 23 de abril frente al Teatro Pedro II, en Ribeirão Preto.
El Defensor del Pueblo, Julio César Fernandes Neves, solicitó a la Fiscalía General de la Nación que designara un fiscal para dar seguimiento a las investigaciones. El Defensor del Pueblo también preguntó al inspector de la Policía Militar del Estado de São Paulo, el coronel Levi Anastácio Félix, por los informes registrados en el Ministerio de Interior respecto a la muerte de Dos Reis tras ser hospitalizada "por lesiones causadas, según testigos y familiares, por golpes" realizados por la policía y los militares Douglas Luiz de Paula, Fabio Donizetti Pultz y André Donizeti Camilo “durante un abordaje”.
El 2 de mayo de 2016, supervivientes de torturas y feministas realizaron una instalación en memoria de las víctimas de la violencia de la dictadura militar en el Centro de Operaciones de Defensa Interna (DOI-Codi), centro de la tortura en Río de Janeiro, acto en el que también se recordó a Dos Reis. El presidente del Consejo de Defensa de los Derechos Humanos de São Paulo (Condepe), Rildo Marques de Oliveira, afirmó que hubo abuso de poder por parte de la policía militar en el acercamiento a Luana.